# Jacob van Es

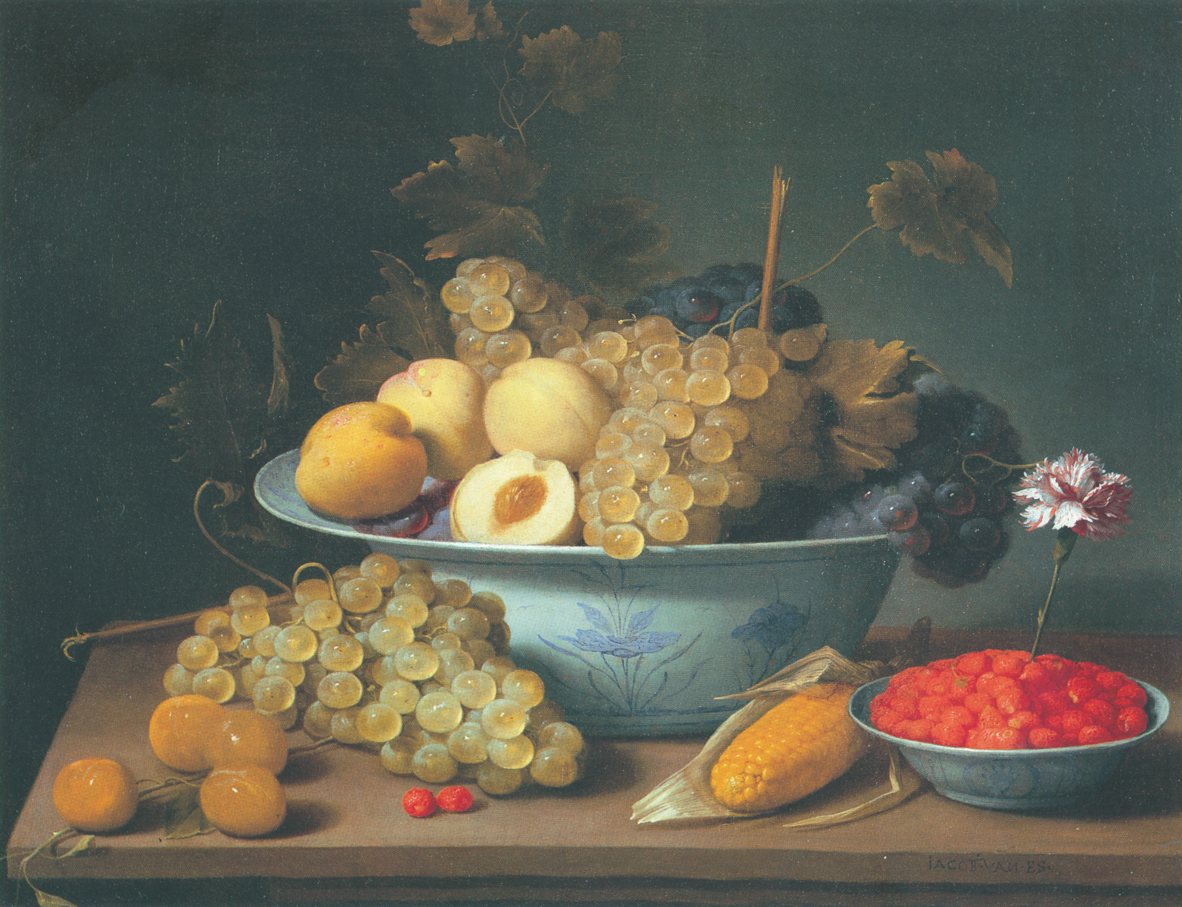
Jacob van Es, Stilleben av frukt i fajansskålar, omkring 1630.

Jacob Fopson van Es, född omkring 1590, död 1666, var en nederländsk stillebenmålare.
Van Es var verksam i Antwerpen och syns ha tillhört Jacob Jordaens krets. Han målade för övrigt tavlor med matvaror och kärl i ljus ton med omsorgsfullt utförande. Ett sådant "frukoststycke" finns på Nationalmuseum i Stockholm och han är även representerad vid bland annat Göteborgs konstmuseum.